# ジョン・ヘンリー・ブレンリッジ
サー・ジョン・ヘンリー・ブレンリッジ（英語: Sir John Henry Bremridge KBE JP、繁体字中国語: 彭勵治爵士、1925年7月12日 - 1994年5月6日）は、イギリス領香港の財政司（在任：1981年6月10日 - 1986年5月28日）。公務員出身でない最初の香港財政長官だった。

## 生涯
ブレンリッジは1925年、南アフリカ連邦のトランスヴァール州にあるオレンジの農園で生まれた。両親ともイギリス人であり、一家は1933年にイギリスへ移住した。父の死後、1943年に18歳になるとイギリス陸軍のライフル旅団に従軍、オックスフォード大学で法学を学んだのち1949年にスワイヤー・グループに就職、1973年から1980年まで系列会社であるスワイヤー・パシフィック社とキャセイパシフィック航空の会長を務めた。1987年には香港スワイヤー商事の役員を務めている（1989年退任）。1976年新年叙勲の一環として、1976年1月1日に大英帝国勲章オフィサーを授与された。
1981年にスワイヤーを退社して香港の財政司に就任、1986年まで務めた。任期中は英中共同声明の交渉により経済が不安定になり、香港ドルにドルペッグ制を採用（1US$対7.8HK$、香港におけるドルペッグ制も参照）した。ブレンリッジと後任のピアース・ジェイコブスは消費税を導入しようとしたが失敗に終わっている。1983年女王誕生日記念叙勲の一環として、1983年6月11日に大英帝国勲章ナイト・コマンダーを授与された。
1987年に転倒して負傷し、1994年5月6日にロンドンで死去した。

## 家族
1956年にジャックリン・エヴェラード（Jacqueline Everard）と結婚して、2男2女をもうっけた（アン、エリザベス、チャールズ、ヘンリー）。